# Directiva de Tiempo de Trabajo
La Directiva de Tiempo de Trabajo (93/104/CE) es una norma introducida por la Comisión Europea en 1993 con el objetivo de salvaguardar los derechos de los trabajadores en la Unión Europea (UE).
En la directiva se establece un límite al número de horas que se puede trabajar a la semana y se especifican también los tiempos de descanso y las características del trabajo nocturno. Así se estipula el límite máximo de 48 horas semanales de trabajo, once horas seguidas de descanso al día, una pausa cuando la jornada es mayor de seis horas, un día de descanso como mínimo a la semana y cuatro semanas de vacaciones anuales.
En el año 2000 se aprobó una nueva directiva (2000/34/CE) que incluye sectores y actividades excluidos de la directiva anterior. Ambas directivas se refundieron en la Directiva 2003/88/CE, que es la que está en vigor. 

## El Tribunal europeo y las guardias médicas
El Tribunal de Justicia de la Unión Europea interpretó la Directiva a raíz de la sentencia del Caso Simap (2000) y el Caso Jaeger (2003). En ambas se establece que los tiempos de espera son siempre tiempo de trabajo, si tienen lugar con presencia física en el lugar de trabajo. Ambos casos se refieren a las guardias médicas.

## La cláusula "opt-out"
La directiva establece que los Estados miembro de la Unión Europea (UE) que lo deseen pueden autorizar a los trabajadores pactar con sus empresas jornadas semanales por encima de las 48 horas, lo que se conoce como cláusula opt-out. Esta cláusula se podía aplicar solo por “un período transitorio de cinco años a partir del 1 de agosto de 2004”, con “un plazo suplementario de hasta dos años, en caso necesario, con el fin de atender las dificultades que entrañe el cumplimiento de las disposiciones relativas al tiempo de trabajo por lo que respecta a su responsabilidad en la organización y prestación de servicios médicos y de salud”.
La comisión europea recomendó eliminar la cláusula “opt-out” en 2004, pero algunos Estados miembros como el Reino Unido, Polonia, Malta, Alemania y Austria, querían mantener la cláusula. Por el contrario, España, Francia, Bélgica y Finlandia, así como todas las organizaciones sindicales europeas se oponían a la cláusula.

## La jornada de 65 horas
En 2008, el Consejo de Ministros de Trabajo de la UE, -órgano en el que están representados los ministros de Trabajo de los 27 países de la Unión- aprobó una nueva directiva para aumentar a 65 horas la jornada semanal. La iniciativa fue presentada por Eslovenia a través de su ministra Marjeta Cotman –Estado que ocupaba en ese momento la presidencia de turno del Consejo-. El Parlamento Europeo, sin embargo, aprobó el "informe Cercas" el 17 de diciembre de 2008, -llamado así por haber sido elaborado por el eurodiputado socialista español Alejandro Cercas-, con el que se rechazó la nueva directiva, se fijaron 48 horas como máxima jornada laboral semanal y se eliminaron las cláusulas de no aplicación (opt-out) en un periodo de tres años que mantenían algunos países como el Reino Unido.